# Suzana Gâdea
Suzana Gâdea właśc. Susănica Irina Stănescu (ur. 29 września 1919 w Întorsura Buzăului, zm. 25 sierpnia 1996 w Bukareszcie) – rumuńska inżynier chemik i polityk. Minister edukacji (1976–1979), przewodnicząca Rady Socjalistycznej Kultury i Edukacji (1979-1989).

## Życiorys
Była jednym z sześciorga dzieci urzędnika państwowego Ştefana Stănescu i Any z d. Panaitescu, gospodyni domowej. Uczyła się w liceum dla dziewcząt w Buzău, a w 1943 ukończyła studia z zakresu chemii przemysłowej na Politechnice Bukareszteńskiej, uzyskując tytuł inżyniera. Po ukończeniu studiów podjęła pracę na stanowisku asystenta w katedrze metalurgii macierzystej uczelni. W 1953 sprawowała funkcję dziekana Wydziału Mechanicznego, dwa lata później uzyskała stanowisko profesora. Opublikowała 65 prac naukowych. W 1974 została wybrana członkiem-korespondentem Rumuńskiej Akademii Nauk. Kiedy w 1955 studia na wydziale chemii przemysłowej rozpoczęła Elena Ceauşescu, Suzana Gâdea pomagała jej w zaliczaniu kolejnych przedmiotów i w ukończeniu studiów, zyskując przychylność późniejszej żony przywódcy państwa, Nicolae Ceaușescu.
Po zakończeniu wojny zaangażowała się w działalność społeczną i polityczną. Była członkinią Związku Kobiet Antyfaszystowskich, Komitetu Walki o Pokój, a w 1953 przewodniczącą Krajowej Rady Kobiet. W 1960 wstąpiła do Rumuńskiej Partii Komunistycznej, w tym czasie objęła mandat deputowanej do parlamentu. W 1065, dzięki wsparciu rodziny Ceauşescu została członkinią Rady Państwa i zastępcą członka Komitetu Centralnego partii komunistycznej. W 1976 osiągnęła punkt kulminacyjny kariery politycznej, stając na czele resortu edukacji, będąc zarazem pierwszą w historii Rumunii kobietą na tym stanowisku. Była odpowiedzialna za znaczne zwiększenie limitów przyjęć na studia inżynierskie, czego efektem była "inflacja inżynierów", którzy po studiach nie mogli znaleźć pracy w wyuczonym zawodzie.
W 1979 została przeniesiona do Rady Socjalistycznej Kultury i Edukacji, której przez 10 lat przewodniczyła. Instytucja była podporządkowana partii i Radzie Ministrów, odgrywając rolę nieformalnego ministerstwa kultury. Rada, kierowana przez Gâdeę zatwierdzała repertuary teatrów, publikację dzieł literackich, muzycznych i ekspozycje dzieł sztuki. W praktyce pełniła funkcję cenzora, akceptując to, co miało odpowiadać interesom społeczeństwa socjalistycznego. Suzana Gâdea, wykonując polecenia Eleny Ceauşescu zajmowała się narzucaniem artystom i twórcom narodowo-komunistycznego wzorca kultury. Za swoją działalność została odznaczona Orderem Pracy i Orderem Tudora Vladimirescu.
Po upadku komunizmu, w grudniu 1989 została aresztowana pod zarzutem udziału w ludobójstwie narodu rumuńskiego. W 1991 stanęła przed sądem, w gronie 24 byłych członków Komitetu Centralnego partii. 25 marca 1991 została skazana na 2 lata więzienia. 25 kwietnia 1992 Sąd Najwyższy, na wniosek prokuratora zmienił wyrok na 8 lat więzienia. W tym czasie Rumuńska Akademia Nauk wykluczyła Gâdeę ze swojego grona. W 1994 została ułaskawiona przez prezydenta Iona Iliescu, zmarła dwa lata później w Bukareszcie.

### Życie prywatne
W 1946 wyszła za mąż za inżyniera Dumitru Gâdeę, miała córkę Doinę Vioricę.